# Berkshire Hathaway
Berkshire Hathaway /ˈbɝkʃɚ ˈhæθəweɪ/ est un conglomérat et une société d'investissement basé à Omaha dans le Nebraska aux États-Unis. La société est dirigée par Warren Buffett.
Selon le Forbes Global 2000, elle est classée en 2022 première entreprise mondiale parmi celles qui ont recours à un appel public à l'épargne.
Les actions ordinaires de la société sont cotées à la bourse de New York sous les symboles BRK.A et BRK.B. L'assemblée annuelle des actionnaires de Berkshire Hathaway se déroule au CenturyLink Center Omaha, à Omaha ; elle a réuni près de 37 000 personnes au cours de l'assemblée en 2016.

## Performance de Berkshire depuis 1965
Berkshire Hathaway sous la direction de Warren Buffett est cotée à la Bourse de New York depuis 1965. En 1996, une nouvelle Classe B a été proposée aux investisseurs. Le cours des actions des classes A et B de Berkshire Hathaway fluctue de manière identique à la hausse et à la baisse quotidiennement. En cinquante-huit ans, le cours de l’action n’a connu que onze années de performance négative (1966, 1970, 1973, 1974, 1984, 1990, 1999, 2002, 2008, 2011, 2015). De 1965 à 2023, la performance annuelle moyenne a été de 19,8 %.

## Histoire
Berkshire Hathaway est née de la fusion des sociétés textiles Hathaway Manufacturing Company et Berkshire Fine Spinning Associates en 1950.
Elle est rachetée en 1962 par Warren Buffett qui la transformera en société d'investissement dont les principaux revenus sont constitués de sociétés d'assurances notamment GEICO et Gen Re.
Le 3 mai 2021, Warren Buffett indique le nom de son successeur pour diriger le conglomérat Berkshire Hathaway : il s’agit de Greg Abel (en), un Canadien de 58 ans, qui dirigeait toutes les activités hors assurance du conglomérat.

### Histoire récente
En 2008, Berkshire Hathaway participe à la recapitalisation de Goldman Sachs.
En 2009, Berkshire Hathaway achète le transporteur ferroviaire Burlington Northern and Santa Fe Railway pour 44 milliards de dollars. Il s'agit de la plus grosse transaction de son histoire. L'achat se fit au comptant et en actions de catégorie B.
En mars 2011, Berkshire Hathaway acquiert Lubrizol pour 9,7 milliards de dollars.
Le 25 août 2011, Berkshire Hathaway annonce un investissement de 5 milliards de dollars (3,47 milliards d'euros) dans la Bank of America.
Berkshire Hathaway a acquis 64 millions d'actions IBM soit 5,5 % du capital en 2011.
Le 14 février 2013, Berkshire Hathaway acquiert la moitié de l'entreprise H. J. Heinz pour 23,2 milliards de dollars, l'autre moitié étant détenue par 3G Capital.
En novembre 2014, Berkshire Hathaway acquiert l'activité de batterie Duracell à Procter & Gamble pour 4,7 milliards de dollars.
En août 2015, Berkshire Hathaway acquiert Precision Castparts, un équipementier aéronautique américain, pour 37,2 milliards de dollars,.
En juillet 2017, Berkshire Hathaway annonce l'acquisition de Energy Future Holdings et d'Oncor Electric Delivery, entreprise énergétique en faillite, pour 9 milliards de dollars. En août 2017, Sempra Energy annonce l'acquisition de Oncor pour 9,45 milliards de dollars, à la suite de l'abandon de Berkshire Hathaway et à l'opposition d'Elliott Management.
En 2020, une lettre aux actionnaires stipule qu'au cours des 55 dernières années la valeur de l'entreprise a augmenté de 2 744 062 %. En juillet 2020, Berkshire Hathaway annonce l'acquisition des activités de transports et de stockage de gaz de Dominion Energy, activité qui inclut plus de 12 000 km de gazoduc, pour 4 milliards de dollars, reprise de dette non incluse.
En février 2021, Berkshire Hathaway annonce avoir investi dans Verizon Communications pour 8,6 milliards de dollars, et avoir renforcé de 28 % de sa participation dans Merck & Co.
En mars 2022, Berkshire Hathaway annonce l'acquisition d'Alleghany, une compagnie d'assurance américaine, pour 11,6 milliards de dollars,.
Au cours du deuxième trimestre 2022 l'entreprise acquiert progressivement des parts d'Occidental Petroleum jusqu'à détenir 20,22 % du capital de la société pétrolière début septembre 2022.
Au cours du deuxième trimestre de 2024, Berkshire Hathaway vend pour 75 milliards de dollars d'actions de son portefeuille, et notamment la moitié de sa participation dans Apple. L'entreprise de Warren Buffet se retrouve ainsi avec près de 277 milliards de dollars de liquidités en trésorerie. Au troisième trimestre, la société a poursuivi sa cession d'actions Apple, et a cédé plusieurs milliards de dollars d'actions Bank of America, portant sa trésorerie à 325,2 milliards de dollars. L'entreprise vaut alors 974 milliards de dollars, au cours en vigueur à la veille de l'élection présidentielle américaine. Un poids qui fait d'elle la 9ème entreprise la plus chère du monde, devant Tesla.
En novembre 2024, l'entreprise annonce avoir acquis plus d'un million d'actions de la chaîne de pizzerias Domino's Pizza pour une valeur de 550 millions de dollars : un investissement qui contraste avec les cessions précédentes très médiatisées d'Apple et BoA.

## Liste d'actifs de la société

### Assurances et finance
- GEICO
- General Re
- Kansas Bankers Surety Company (en)
- National Indemnity Company (en)
- Wesco Financial Corporation (en)
- United States Liability Insurance Group
- Central States Indemnity Company (en)
- American Express (18,3 % en 2019)
- M&T Bank (5,9 %)
- Kemper Insurance Corporation (en)
- Goldman Sachs (7,60 %)
- Moody's (13,1 %)
- Alleghany

### Agro-alimentaire
- Anheuser-Busch (5,8 % en 2005)
- Dairy Queen et Orange Julius
- Coca-Cola Company (9,38 %)
- Pampered Chef (en) (8,6 %)
- See's Candies (en)
- Kraft Heinz (26,6%)

### Textile
- Fechheimer Brothers Company
- Fruit of the Loom
- Garan Children's Clothing
- H.H. Brown Shoe Group (en)
- Justin Brands (en)

### Distribution d'énergie et de services collectifs
- Verizon Communications (8,6 milliards de dollars au 17 février 2021)[26]
- CORT Business Services
- Jordan's Furniture (en)
- Larson-Juhl
- Nebraska Furniture Mart (en)
- RC Willey Home Furnishings (en)
- Star Furniture
- Comcast

### Matériaux et construction
- Acme Brick Company (en)
- Benjamin Moore & Co. (en)
- Clayton Homes (en)
- Johns Manville
- Mitek Corporation (en)
- Precision Steel Warehouse, Inc.
- Shaw Industries (en)
- Iscar Metalworking (en)
- Marmon Group (en)

### Médias
- The Washington Post Company (vendu en 2013)
- The Buffalo News
- Business Wire

### Logistique
- XTRA Lease
- McLane Company (en)

### Luxe
- Ben Bridge Jeweler (en)
- Borsheim's Fine Jewelry (en)
- Helzberg Diamonds (en)

### Matériel et logiciel informatique
- Apple (5,32%, deuxième actionnaire en 2019[27])

### Industries chimiques
- Duracell
- Lubrizol

### Divers
- Scott Fetzer Companies
- MidAmerican Energy Company (en)
- NetJets
- NetJets Europe (en)
- FlightSafety International (en)
- CTB International Corp
- The Gillette Company anciennement avant la fusion de Gillette Company en janvier 2005 par Procter & Gamble
- Blue Chip Stamps (en)
- Clayton Homes (en)
- Louis Moto

## Gouvernance
En 2022 le conseil d'administration se compose de :
- Warren Buffett, président directeur général
- Charlie Munger, vice-président
- Greg Abel, vice-président chargé des opérations non liées à l'assurance
- Ajit Jain, vice-président chargé des activités d'assurance
- Marc Hamburg, directeur financier
- Jay Christina, vice-présidente chargé de Berkshire Hathaway Home Services (immobilier)
- Rebecca Amick, commissaire aux comptes

## Personnages clés de la société
Après avoir changé à plusieurs reprises de dauphins, Warren Buffett nomme en 2018 deux vice-présidents dans sa société :
- Greg Abel s'occupe de l'ensemble des activités de la société, à l'exception des activités d'assurances
- Ajit Jain s'occupe des activités d'assurances.

Le 3 mai 2021, Warren Buffett a indiqué que, après son départ, Greg Abel serait nommé patron de la société. Si Greg Abel n'était pas disponible, le poste serait confié à Ajit Jain.

## Anecdote
10 000 USD investis dans l'action BRK en 1965 (soit environ 63 878 USD de 2006) valaient 80 000 000 USD en 2010, selon une lettre de Warren Buffett adressée aux 35 000 propriétaires de parts dans le holding Berkshire Hathaway.